# エイドリアン・カートン・デ・ウィアート
エイドリアン・カートン・デ・ウィアート （Sir Adrian Paul Ghislain Carton de Wiart、1880年5月5日 – 1963年5月6日）は、イギリスの軍人。ヴィクトリア十字章、大英帝国勲章、バス勲章、聖マイケル・聖ジョージ勲章、殊功勲章などを受勲している。
ボーア戦争と2つの世界大戦で、顔・頭・腹・足首・臀部・耳などに被弾し、左目と左手を失った。医者が負傷した指の切除を拒否した際には、自分で噛み切った。更に、2回の飛行機墜落事故から生還し、捕虜収容所からトンネルを掘って脱出した。戦後、おびただしい量の榴散弾摘出手術を受ける。老後は狩猟と釣りを楽しんだ。
戦後、「一言で言うと、私は戦争を楽しんだ」と言った。「政府は話し合いによる解決が良いと言っているが、現実的に決定力を持つのは力であり、力は手放す事など人々には出来ない。人々はペンは剣より強いと言うが、しかし私はそのどちらの武器を使うべきか知っている。」と自伝に書き残した。
第二次世界大戦後、カイロ会談に出席したウィンストン・チャーチルの個人的な特使として中国に派遣された。オックスフォード人物事典では彼のことを「黒い眼帯と空の袖によって、エレガントな海賊に見え、それが彼の伝説を象徴している」と書いている。

## 前半生
エイドリアン・カートン・デ・ウィアートは貴族 Leon Constant Ghislain Carton de Wiart (1854–1915)の長男として、ブリュッセルで生まれた。1880年5月5日の事である。同世代の人たちは、彼がベルギー王レオポルト2世の非嫡出子であると広く信じられていた 。彼は幼少期をイングランドとベルギーで過ごした。
アイルランド人の母が亡くなった時、当時6歳だった彼は父親に国際法を学ぶためにカイロに移住するように進言した。彼の父親は裁判所の判事だった、よくエジプト政府の集まりに参加し、カイロ電気鉄道の理事も務めていた。カートンはローマカトリックだった。彼はここでアラビア語を学んだ。
1891年にイギリス人の継母は、イングランドのローマカトリック礼拝スクールの寄宿学校に彼を送った。そこから彼はベリオール・カレッジに通ったが、1899年のボーア戦争へイギリス軍人・偽名"Trooper Carton"（25歳、実際は19歳）として参加し大学から去った。
南アフリカでの戦争の早い段階で、彼は腹や股の付け根に怪我を負い傷病兵として家に送還された。そこで父に大学を抜けたことがばれてしまった。父は激怒したが、彼を軍に留めさせた。相次ぎオックスフォードで短い期間だったが、彼の友人だったオーブリー・ハーバートへ第二帝国軽装騎兵隊の委任状が渡された。1901年9月14日南アフリカの作戦中に第4ドラグーンガードの少尉として正式に任官した彼と再会した。1902年、カートンはインドに移り、スポーツ、特に射撃と猪狩りに興じた。

## エドワード朝での軍隊の生活、趣味、性格
ボーア戦争で受けた傷は彼に体力作りへの強い欲求を植え付け、彼は走り、ジョギングし、歩き、そしてスポーツに打ち込ませた。彼の周りの男性社会では『下品な言葉の世界記録保持者になるべき愉快な奴』と言われていた。
彼の連隊は南アフリカに移動後、1904年7月にsupernumerary中尉（傷病で軍籍を離れる可能性のある中尉）に昇進した。そして7月の後、Sir Henry Hildyard最高司令官の副官に付いた。彼はこの期間から1914年までを『全盛期』だったと言っている。副官としての彼の正式な義務はポロの時間と彼の趣味以外の事に当てられた。
1907年、彼は8年間英国陸軍の軍務に就いていたが、ベルギーの国籍を残していた。 9月13日、彼はエドワード7世に忠誠の誓いを立て、正式に英国国籍に帰化した。
カートン・デ・ウィアートはヨーロッパ貴族の集会によく参加していた。彼の二人の従兄弟のうちアンリ・カルトン・ドゥ・ヴィアール伯爵は1920年から1921年にベルギーの首相に就任し、エドモンド・カルトン・ドゥ・ヴィアール男爵はベルギー国王の政治秘書でSociété Générale de Belgique会社の社長だった。休職しながら、彼はボヘミア、オーストリア、ハンガリー、バイエルンの国のカトリックの貴族階級と接触しながら、中央ヨーロッパ全体を広く旅した。
イギリスに帰国後に有名なボーフォート公の狩猟で、次期陸軍元帥と次期空軍元帥に顔つなぎした。彼は1910年2月に大尉に昇進した。
1908年、オーストリアの名門貴族フッガー家の娘フリーデリケ・フッガー・フォン・バーベンハウゼン（1887年 - 1949年）と結婚した。彼女の父親フッガー＝バーベンハウゼン侯爵カールは皇帝フランツ・ヨーゼフ1世の侍従を勤めており、母親の侯爵夫人ノーラはウィーン貴族社交界の中心人物だった。彼らは2人の娘をもうけた。上の娘アニータは、ジャーナリストアンソニー・ロイドの祖母である。

## 第一次世界大戦
第一次世界大戦の幕が開けた時、カートン・デ・ウィアートはイギリス領ソマリランドへのルートで、『マッド ムラー（狂ったイスラム教教師）』と呼ばれるサイイド・ムハンマド・アブドゥラー・ハッサンによる抵抗活動を受けていた。カートン・デ・ウィアートはソマリランドラクダ部隊に出向していた。この軍団の参謀であるヘイスティングス・イスメイは、後に部隊の軍団長になり、チャーチルの軍事顧問、さらにNATO初代事務総長にもなる。
敵のシンビリス山砦攻撃では、カートン・デ・ウィアートは顔に二発被弾して、目と耳の一部を失った。1915年5月、DSO (Distinguished Service Order) を叙勲された。
1915年2月では、彼はフランスへの汽船に乗船した。西部戦線で連続的に3歩兵大隊と旅団を指揮し戦闘に参加した。彼はこの戦争で7発以上被弾し、左手を失い。医者が切り離しを拒否した何本かの指を自分で引きちぎった。
ソンムの戦いでは頭蓋骨と足首を撃ち抜かれ、パッシェンデールの戦いでは臀部を撃ち抜かれ、カンブレーの戦いでは足を撃ち抜かれ、アラスでは耳を撃ち抜かれた。彼は怪我の療養にSir Douglas Shield私立病院に行くことになった。
カートン・デ・ウィアートは1916年2月15日から3月25日まで一時的に少佐に昇格した。続いて、1917年1月戦時少佐に昇格し、一時的に中佐に昇格した。 1917年初旬ベルギーからan Officer of the Order of the Crownを授与。6月、戦時中佐に昇格し、一時的准将に昇格。7月、ドラグーン ガーズの（戦時でも一時的な階級でもない）少佐に昇格。彼は1918年3月にベルギー王国からen:Croix de guerre (Belgium)を授与され、それから6月には国王誕生日叙勲者名簿でCMG（聖マイケル・聖ジョージ勲章）を叙勲された。 終戦間近の11月8日、一時的准将位と旅団の指揮権が与えられた。
戦後、彼は「率直に言って私は戦争を楽しんでいた・・・戦争がこんなにも楽しいのに、なぜ人々は平和を望むのだろうか？」と言った。

### ビクトリア十字勲章
第一次世界大戦で、最も誉れ高いヴィクトリア十字章を授与された。彼の勲章はロンドン チェルシーの (National Army Museum) で見ることが出来る。

## 戦後、ポーランドでの作戦
戦後、南アフリカのルイス・ボータ将軍指揮下、ポーランドをポーランド第二共和国として復活させるイギリス軍事作戦 (British Military Mission to Poland) の将軍として参加した。1919年 (King's Birthday Honours) で、バス勲章を授与。短い期間で、ボサ将軍と交代した。
ポーランドは占領していた国と開戦し独立するために決死のサポートを必要としていた。
- ロシア・ソビエト連邦社会主義共和国：ポーランド・ソビエト戦争
- ウクライナ：ウクライナ・ポーランド戦争
- リトアニア： (Polish–Lithuanian War)
- チェコ： (Czech-Polish border conflicts)

ポーランド第二共和国のイグナツィ・パデレフスキ首相、ユゼフ・ピウスツキ元帥、領主と指揮官、1920年中頃に参加したフランス軍ポーランド作戦将軍マキシム・ウェイガンと会合を行った。フランス軍ポーランド作戦にはシャルル・ド・ゴールも参加した。
彼の着任後直ぐの仕事は、ポーランドとウクライナ民族主義者の指揮者シモン・ペトリューラとの間の和平交渉だった。ウクライナ人たちはリヴィウの街を包囲しようとしていた。彼は交渉しようとしたが、ウクライナ人指導者ペトリューラは否定的な態度を取り、彼が乗っていた車列をウクライナ軍に銃撃させ、二人のポーランド人将校が殺害された。
そこから、彼は英国首相デビッド・ロイド・ジョージと将軍 (Sir_Henry_Wilson,_1st_Baronet) にポーランドの現状について報告するためパリへ移動した。デビッド・ロイド・ジョージ首相は、ポーランドの現状とカートンの苛立ちには同意せず、軍事的な補給は行われなかった。彼がポーランドに戻ってきた時には、多くの前線がワルシャワに脅威を感じさせるラインまで侵攻していた。
後のローマ教皇ピウス11世であるアキッレ・ラッティ枢機卿（外交団長）との間に相互に連絡できるパイプを以前から形成していたが、ラッティ枢機卿は外交団をワルシャワから避難させるか、カートンにアドバイスを求めていた。外交官はポズナンに避難したが、イタリア人外交官はラッティ枢機卿とともにワルシャワに残ることになった。
これらすべての出来事から、カートンはポーランド人と協調をより発展させ、ガリツィア（ポーランド最南部）東部の領有を支持した。彼の主張は次回会合でのロイド·ジョージ首相には一蹴されたが、ポーランドの人々には高く評価された。
彼はイグナツィ・パデレフスキ首相とより親交を深めた。飛行機事故でリトアニアに短期間拘束された後、戦争担当大臣ウィンストン・チャーチルへ報告するためイギリスに移動した。彼はパデレフスキ ポーランド首相の『モスクワに向かったアントーン・デニーキン指揮下のロシア白軍の攻撃は失敗する』という予測をチャーチルに渡した。そのレポートの内容は、その後すぐに現実となった。チャーチルはロイド・ジョージ首相に比べ親ポーランドとなり、首相の反対を押し切り補給物資の手配を行った。
1920年7月では、カートンは王にADCを授与され、そして戦時大佐に昇進した。ワルシャワの門に赤軍が居た時に彼は動いた。観測隊が外に動いた時、赤の騎兵隊から攻撃を受けた。そして銃撃戦が開始された。1921年ポーランドは戦争に勝利し、イギリス軍事作戦は終了した。この年1月、彼はポーランドからlocal rank of major-generalを授与された。1922年6月、正式に大佐に昇格した。1923年4月辞任。12月、軍を引退して栄誉の特進で、少将に昇格した。
最後の副官だった王子は、彼の叔父が共産主義者に殺された時、ポーランドの東側の土地50万エーカー (2,000km²) を引継いだ。友達になったとカートンはアイルランドよりも大きい、水鳥で有名な大湿地エリア、プリピャチ沼沢地を貰った。「私は興味を失うこともなく15年間毎日、湿地でハンティングをして楽しく暮らしていた」

## 第二次世界大戦

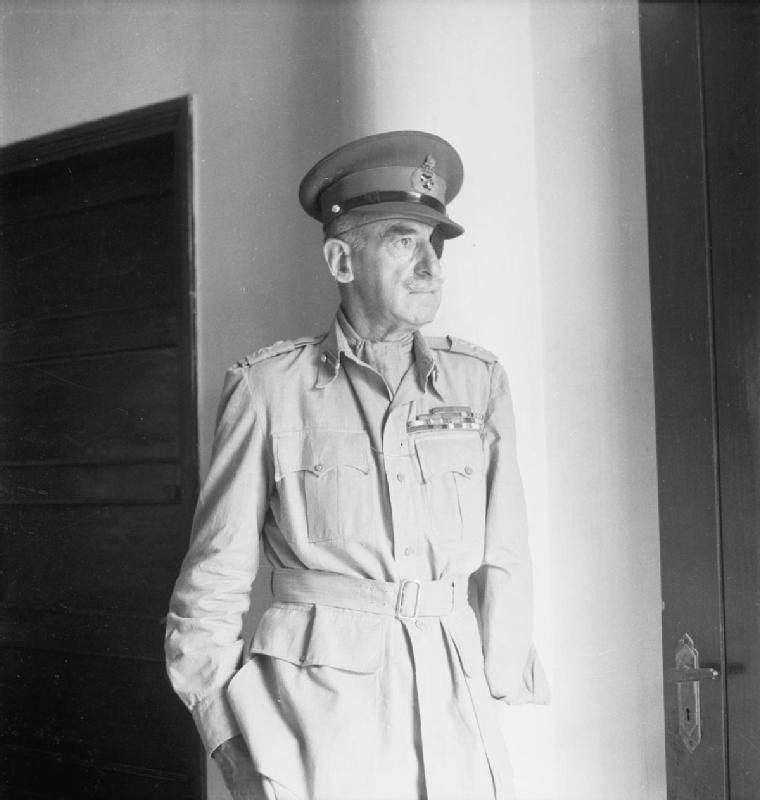
Adrian Carton de Wiart during World War II

### ポーランド戦役
1939年8月下旬、カートンはポーランドの最高指揮官エドヴァルト・リッツ＝シミグウィ元帥と彼の能力に対して低い扱いだったが会談した。ポーランド軍をヴィスワ川を越えて引かせようとエドヴァルト元帥に強く勧めたが、失敗だった。他の外洋航海できるバルト海に残された船を移動させるアドバイスを提供し、激しい口論の末、結果的にペキン作戦として採用された。この避難させた艦隊は、いくつかの船や潜水艦を沈め連合国に多大な貢献をした。
ポーランドの抵抗が弱まったのを見て、カートンはポーランド政府とともにワルシャワからの避難を任務とした。彼とエドヴァルト元帥は共にイギリス軍ルーマニア国境作戦部隊と残り、追撃するドイツとソビエトの攻撃に耐え血路を作った。彼が統率する護衛車列がドイツ空軍に襲われ、彼の側近の妻が殺された。9月21日、この日は反連合国を主張していたルーマニアの首相Armand Călinescuが暗殺された日で逮捕される可能性があったが、偽パスポートを使い飛行機で脱出した。

### ノルウェー戦役
1939年の秋に陸軍に任命され、カートンは大佐として復隊した。彼は11月に一時的に少将に昇進した。1940年4月、時間を惜しむぐらい短い準備で、イギリス中部の61st 歩兵師団を指揮し、イギリス-フランス共同軍が占領したノルウェイ中部のナムソスという街に召喚された。彼への命令は、少し南に距離を置いたÅndalsnesに上陸し南側から進軍、海軍の攻撃と連携し、トロンハイムを取り戻すことだった。
彼は軍が到着する前に場所を確認するためにナムソスに向かった。ショート サンダーランド飛行艇が着水したとき、ドイツの戦闘機に襲われ副官が負傷し、避難しなくてはならなくなった。その後、ドイツ空軍が爆撃する中、（トロンハイムに北側から挟撃をかけるはずだった）フランスアルペン隊が、爆撃と港湾施設の不備でスキーのための皮や輸送のための（馬とロバの優性交雑種）ラバ無しでナムソスへ上陸。フランス軍は、この短い戦役をナムソスに留まり対応することとなった。イギリス軍は、スキー、火砲、補給無しで上陸した。彼らには航空支援すら無かった（イギリス軍参謀長が怖気づいたため、占領作戦は陸軍のみが他国へのパフォーマンスとして行うことになった）。
これらのハンディキャップにもかかわらず、カートンは山を越え、ドイツの駆逐艦に砲撃されているトロンハイムフィヨルドへ軍を移動することに成功した。　しかしドイツの艦隊からの砲撃に為す術が無い彼の部隊では、作戦が失敗することは明らかだった。トロンハイムに攻撃する手はずだった海軍からの砲撃支援はなく、雪に半ば脚が埋まりスキーも空からの支援も火砲も補給も無いカートンの軍には為す術も無かった。　スキーを履いたドイツ軍によって機関銃と共に攻撃され、空から爆撃、後方ではドイツ海軍が上陸していた。撤退も考えたが、成すべき政治的な立場が彼を拘束していた。
その後、ロンドンから（トロンハイムへの占領）取り消し命令と新たな命令が下り、避難が行われる事となった。しかし、避難の日時に避難用の船は現れなかった。翌夜になって海軍が到着し、ルイス・マウントバッテン伯爵指揮下、霧の中脱出した。非常に深刻な爆撃にさらされ、フランスのビゾンと英国のアフリディが沈没したが帰還には成功した。
輸送船団はカートン60回目の誕生日である5月5日、イギリス海軍の拠点スカパ・フローに到着した。

### アイルランドと地中海
カートンはすぐ侵略に対する防衛として、北アイルランドに移した第61師団の指揮官にポストバックされた。カートンは、高い練度で第61師団を運用したが、最高司令官として中将ヘンリー・ロイズパウネルが北アイルランドに就いた時、カートンの運用の仕方は余りにも古いと指摘された。
1940年11月に一時的に臨時少将に昇格、彼は1941年4月5日に英国ユーゴスラビア作戦軍の長として任命されたが、簡潔に言うと、まったく働くことが出来なかった。ヒトラーはユーゴスラビアへ侵略準備していたため、ユーゴスラビアは英国に助けを求めていた。カートンはユーゴスラビア政府と交渉するためビッカース ウェリントン爆撃機でセルビア、ベオグラードに移動した。
マルタで給油後の航空機は敵地を北へ南へと移動しカイロに向かった。イタリア支配下のリビア沖 約1.6kmで両方のエンジンが故障し着水した。　カートンは気絶したが、流れ込んだ冷たい水が彼を外へ運び出した。　飛行機は四散し沈没したので、彼と残ったスタッフは岸まで何マイルも泳ぐことを余儀なくされた。　その後、彼らはイタリア当局によって捕縛された。

### 捕虜生活
カートンは高い地位の捕虜として扱われた。イタリア、スルモーナ地方ヴィラオルシーニで4ヶ月を過ごした後、ヴィンチリアータのカステッロ・ディ・ヴィンチリアータ特殊収容所へ高官として移送された。此処には多くの上級士官捕虜が収容されていた。なぜなら1941年初期の北アフリカ戦線でエルヴィン・ロンメルの作戦が成功し、多くの捕虜を得たためだった。彼はここで多くの友を得た。
とくに仲が良かったのは、リチャード・オコーナー、ダニエル・ノックス、フィリップ・ニームだった。この4人とで脱走を約束し、7ヶ月でトンネルを作り5つの試みを行った。
その一つでカートンは農民を装い8日間、捜索の目を誤魔化した。（イタリア語もしゃべれない。多数の大怪我と眼帯を付けた61歳にしては凄いことである。）皮肉なことに、カートン脱出後に彼を無力化して本国送還する承認が到着していた。
カートンがこれ以上この戦争に関わらないと約束したならば、送還するというものだった。
ランフリー女侯爵ハーマイオニーから、カートンの妻宛の手紙で、収監中のカートンの様子が説明されている。"...下品な言葉の世界記録を所持してるかもね。"と彼が言ってる"...面白い人ね"。"...延々と彼は面白い話をしていた。彼は本当にいい人だ- 。ほんとうに素直にそう思う"と書き綴っている。
そして、驚くべき展開が起きた、1943年8月にカートンは刑務所から連れ出され、ローマに移され、戦争を終了するため、英国へ交渉人と共に停戦条件締結のメッセージを運んで欲しいとイタリア政府に内密に頼まれた。カートンはイタリアの交渉人であるGiacomo Zanussi将軍と同行し、リスボンで連合国と交渉の渡りをつける事を望まれた。
しかし、カートンは（交渉人の）保護に、一般市民の服を必要とした。イタリアの仕立て屋に不思議がられながら、彼は適切な判断であると強調した。彼らが用意する "血塗られたジゴロスーツ"なんて着るつもりは無かった。自伝「ハッピーオデッセイ」の中で、最善の結果を出すために私の人生の中で一番のスーツが必要だったと説明している。
リスボンに到着後、カートンはイギリスとの連絡路を1943年8月28日までつくり解放された。

### 中国作戦

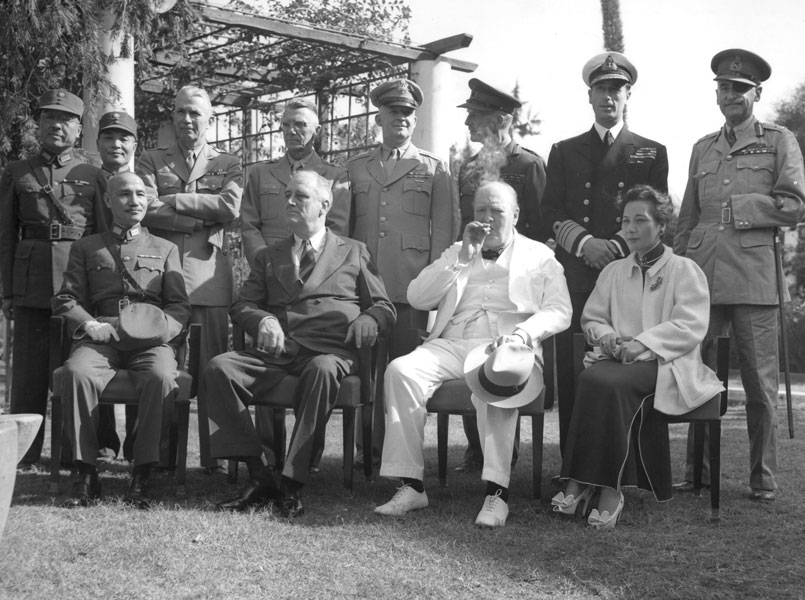
Carton de Wiart in the Cairo Conference, behind Soong May-ling.

カートンがイングランドに帰還して1ヵ月も経たない頃、チェッカーズにあるイギリス首相の公式別荘へ一晩招待された。チャーチルは「カートンに個人的な理由で、代理として中国に行ってもらえないかと考えている」と相談された。彼は10月9日に臨時中将に昇進し、1943年10月18日にインドの空へ飛んだ。
中国での宿泊施設の準備が出来ていなかったので、インドにしばらく逗留し、ジョン＝ケズウィック(ケズウィック家)、ジャーディン・マセソン、大中華貿易帝国の長に中国の立場について、特に正確な大班（タイパン：中国語で経営に携わる者、責任者、支配人等のこと）についての説明をもらっていた。彼は総督ウェーヴェル伯爵とインド駐留英国陸軍総指揮官クロード・オーキンレック、またイギリス特殊戦の創始者オード・ウィンゲートにも会った。
中国に到着する前に、カートンはチャーチル、ルーズベルト米大統領、中国の蔣介石将軍が主催する1943年のカイロ会議に出席した。カイロの庭に集まった指導者たちの背後にカートンが立っている有名な写真は、その時のものである。
カイロでは、共に囚人で友人であったダン=ランフリーの妻、ハーマイオニー女侯爵と知己になる機会を得た。彼女はカートンが中国・ビルマ・インド戦域で、米軍の気難い事で悪名高い司令官ジョセフ・スティルウェル将軍と連携できるようにしてくれた恩人の一人だ。
彼は1943年12月初旬に、重慶の中国国民党政府の本部に到着した。これからの3年間、彼は戦時遠隔地資本外交や行政業務報告の主管に携わることになっていた。カートンは蔣介石と仕事をし、カートンが最終的に引退した時も、蔣介石からの仕事を行っていた。
彼は定期的に英国当局と連携するためにインドに訪れた。彼の古くからの友人、リチャード·オコーナーは、イタリアの捕虜収容所から脱出し、インド東部におけるイギリス軍の指揮官となっていた。ベンガル知事、オーストラリア男爵リチャード·ケーシーとは良い友人になった。彼の妻は第一次世界大戦で通院していた病院の一つでカートンを看護してくれていたのだ。
1944年10月9日に、カートンは、一時的な中将へ戦争での実質的なランクは少将に昇進した。中国の状況について戦時内閣で報告するため1944年12月に帰国した。彼は1945年の新年の栄誉リストでKBEをナイト爵に叙された。彼は1945年6月に労働党政権の党首になったクレメント・アトリーは、中国にまだ滞在するのか尋ねられた。
カートンはビルマ前線の戦列に配属され、東洋艦隊司令官、提督サー・ジェームズ・サマヴィルに会った後、彼は1945年にオランダ領東インドのサバンへ、日本の戦闘機と英国の空母航空機との間の空戦を含めた砲撃のためクイーン・エリザベスブリッジのフロントシートを与えられた。
カートンの報告の良い部分は、中国共産主義者の増加力について調査していたことだ。
歴史家マックス・ヘイスティングスはこう書いている。『原則として、すべての共産主義者を軽蔑し、毛沢東は『狂信者』と非難し、さらに加えて「私は彼の意味する仕事を信じることができない」、彼は「蔣介石以外の中国の支配者は存在しなかった」と英国の政治家に語っていた。』 カートンの思い出に残る交流夕食会で、政治的な理由で日本との戦いを維持するために毛沢東批判のプロパガンダ演説を中断し、共に夕食会に参加していた毛沢東に会った。毛沢東をすこしの間唖然とした後、笑っていた。
1945年8月の日本降伏後、カートンは正式な降伏に参加するためにシンガポールに飛んだ。北京に到着後、イギリス首相の個人的代理人に蔣介石、Julian Ameryと、今や解放された国民党政府の首都 南京へ同行した。
任期の終わりごろには、東京を訪れてダグラス・マッカーサーと会談した。彼は蔣介石から継続して仕事の申し出を貰っていたが、もう66歳で引退する準備ができていた。カートン·ド·ウィヤールは名誉ある中将の階級で、1947年10月に引退した。

## 引退後
フランス領インドシナを経由して帰宅の途中、カートンは司令官のゲストとしてラングーンに逗留した。階段を下りて来たところ、ココナッツマットで滑り、いくつかの脊椎骨と背中に怪我をして気絶した。最終的にイギリスが作った病院で徐々に回復することとなった。医師はそこで彼の古い傷から、信じられないほどの量の榴散弾を摘出することになった。彼は回復し、その後、親戚を訪問するためにベルギーに行った。
1949年に彼の妻は死亡し、1951年71歳の時、彼はRuth Myrtle Muriel Joan McKechnie（1903年後半に生まれ、彼女は102歳の時2006年1月13日に死亡）、ジョーン・サザーランドとして知られる女性と結婚、鮭釣りと猟に没頭するためアイルランド、コーク県、Killinardish、Aghinagh Houseに定住することを決めた。彼女は23歳年下だった。
エイドリアン・カートン・デ・ウィアートは1963年6月5日に83歳で亡くなった。彼と彼の妻、ジョアンは、MacroomのメインストリートすぐそばのCaum教会の墓地に埋葬されている。墓は彼らが生前住んでいたAghinagh Houseのちょうど外側にある。カルトン・ド・ウィヤールの遺思でイングランドに3496ポンド英貨、アイルランドに4158ポンド英貨を検認した。